# Ortalis poliocephala
Ortalis poliocephala е вид птица от семейство Cracidae.

## Разпространение
Видът е разпространен в Мексико.